# Намдар Гушнасп
Намдар Гушнасп је био водећи ирански војсковођа у Сасанидском Ирану из 7. века, који је играо важну улогу током раног периода Сасанидског грађанског рата 628-632. Био је вођа Нимрузи, фракције назване по југоисточном пограничном подручју Немроз, где је та фракција била смештена.

## Биографија
Немроз је првобитно био под управом војног команданта (спахбед) Шахрбараза. Међутим, када се потоњи побунио током касне владавине краља (шаха) Хозроја II, он је смењен са тог положаја. Недуго затим, Хозроје II је свргнут и погубљен од стране његовог сина Кавада II, што је резултирало снажним вакуумом у региону. Једна фракција искористила је прилику да преузме контролу над регионом под вођством Намдара Гушнаспа, који је преузео титулу спахбеда, чак и ако та титула није имала никаквог значаја током грађанског рата који је уследио после смрти Хозроја II. Његовим падом најмоћнији припадници племства стекли су пуну аутономију и почели да успостављају сопствену власт . Такође су настављена непријатељства између персијских (Парсиг) и партских (Пахлав) племићких породица, која су поделиле ресурсе државе.
Неколико месеци касније разорна Широјева куга проширила се западним сасанидским провинцијама. Половина становништва, укључујући и самог Кавада II, страдала је од ове болести. Наследио га је његов осмогодишњи син, који је постао Ардашир III. Ардаширов успон подржали су и Пахлав, Парсиг и Нимрузи. Међутим, негде 629. године, Намдар Гушнасп и Нимрузи повукли су своју подршку шаху и почели да да кују заверу заједно са Шахрбаразом како би га свргли. Пахлав је под својим вођом Фарухом Хормиздом из клана Испахбудан на то одговорио тако што је подржао кћер Хозроја II Боран за новог владара Ирана, која је након тога почела да кује новац у Пахлав подручјима Амола, Нишапура, Гургана и Раја. 27. априла 630. године, Шахрбараз, који се попео на престо, убио је Ардашира III.